# Conus salzmanni
Conus salzmanni is een in zee levende slakkensoort uit het geslacht Conus. De slak behoort tot de familie Conidae. Conus salzmanni werd in 1997 beschreven door G. Raybaudi-Massilia & Rolán. Net zoals alle soorten binnen het geslacht Conus zijn deze slakken roofzuchtig en giftig. Zij bezitten een harpoenachtige structuur waarmee ze hun prooi kunnen steken en verlammen.